# Píďalky
Podčeleď píďalky (Larentiinae) zahrnuje malé (rozpětí křídel 20–25 mm) noční motýly s charakteristickým cik-cak vzorem na obou křídlech. Píďalky jsou víceméně nenápadně zbarvené, často hnědošedé nebo hnědožluté. Samičky nemají schopnost letu.
Píďalky jsou rodově i druhově bohatá podčeleď, mají-li český název, rodové jméno je většinou píďalka, méně často píďalička, šerokřídlec nebo vlnopásník.

## Význam pro člověka
Některé druhy píďalek jsou obávanými škůdci ovocných i okrasných dřevin. Mohou způsobit opakované holožíry. Protože samičky jsou neschopné letu, lze jako prevenci před napadením použít lep nanesený ve formě souvislého prstence na kmeny stromů.

## Některé píďalky žijící v Česku
- píďalka hojná (Xanthorhoe ferrugata)
- píďalka kopřivová (Camptogramma bilineatum)
- píďalka obecná (Epirrhoe alternata)
- píďalka podzimní (Operophtera brumata)
- píďalka tmavoskvrnáč (Bupalus piniarius)
- píďalka úhorová (Aplocera plagiata)
- píďalka údolní (Nebula tophaceata)
- píďalka vlnkovaná (Rheumaptera undulata)
- píďalka žlutá (Cidaria fulvata)
- rudopásník menší (Lythria cruentaria)
- rudopásník šťovíkový (Lythria purpuraria)
- šerokřídlec pryšcový (Minoa murinata)
- vlnočárník sveřepový (Scotopteryx chenopodiata)

## Další píďalky
Českým rodovým jménem píďalka se někdy označují také někteří motýli z podčeledi zejkovci, je to:
- Tmavoskvrnáč zhoubný (syn. píďalka žlutá)
- Skvrnopásník angreštový (syn. píďalka angreštová)